# Бонар
Бонар (фр. Bonnard) насеље је и општина у источном делу централне Француске у региону Бургоња, у департману Јон која припада префектури Осер.
По подацима из 2011. године у општини је живело 934 становника, а густина насељености је износила 232,34 становника/km². Општина се простире на површини од 4,02 km². Налази се на средњој надморској висини од 88 метара (максималној 104 m, а минималној 83 m).

## Демографија
| 1962. | 1968. | 1975. | 1982. | 1990. | 1999. | 2011. |
| ----- | ----- | ----- | ----- | ----- | ----- | ----- |
| 205   | 378   | 692   | 837   | 742   | 779   | 934   |

График промене броја становника у току последњих година